# Сихым
Сихым (каз. Сиқым) — село в Сайрамском районе Туркестанской области Казахстана. Входит в состав Жибекжолинского сельского округа. Код КАТО — 515247300.

## Население
В 1999 году население села составляло 1135 человек (576 мужчин и 559 женщин). По данным переписи 2009 года, в селе проживало 978 человек (496 мужчин и 482 женщины).